# Carillon tubulaire
Cet article concerne un instrument de musique. Pour l'album de Mike Oldfield, voir Tubular Bells.
Le carillon tubulaire — aussi appelé cloche tubulaire ou cloches d'orchestre, de l'anglais tubular bell — est un instrument de musique idiophone de la famille des percussions.
Il est constitué d'une série de cloches. Chaque cloche est un tube métallique habituellement fait de laiton, dont le diamètre varie entre 3 et 4 centimètres, et s'accorde en modifiant sa longueur. Les carillons tubulaires sont habituellement regroupés en une série chromatique d'une octave et demie. Des séries de deux octaves existent, mais elles sont extrêmement lourdes et ne sont pas vraiment utilisées.
Leur étendue est la suivante :
Les cloches sont habituellement frappées par un marteau à tête de plastique ou de cuir vert. On peut aussi employer divers types de matériaux allant de la mailloche (comme pour le tam-tam ou la grosse caisse) aux baguettes de timbales, en bois, en peau ou en mousse. Les cloches sont frappées dans leur partie haute, ce qui nécessite souvent une chaise ou, dans le cas de musiciens de petite taille, une plateforme élévatrice.
Elles ont été inventées dans un but pratique pour reproduire au sein d'un orchestre symphonique le son de cloches d'église tout en contournant le problème posé par l'encombrement de telles cloches qui sont extrêmement lourdes : le percussionniste dispose ici d'un unique instrument d'environ deux mètres de hauteur et un mètre de largeur, avec lequel il peut jouer 17 notes (pour un jeu standard de cloches tubulaires).
Elles sont utilisées dans des œuvres symphoniques telles que la Symphonie Fantastique (notamment dans la cinquième partie : « Songe d'une Nuit de Sabbat ») de Berlioz, la marche Liberty Bell de Sousa, ou l'Ouverture 1812 de Tchaïkovski ; mais également dans la musique populaire. Mike Oldfield utilise beaucoup les cloches tubulaires, par exemple dans son premier album Tubular Bells (cloches tubulaires en anglais) en 1973, dont le thème d'ouverture a été repris pour la musique du film L'Exorciste.